# マックス・プランク
マックス・カール・エルンスト・ルートヴィヒ・プランク（Max Karl Ernst Ludwig Planck, 1858年4月23日 - 1947年10月4日）は、ドイツの物理学者である。黒体放射を説明するプランクの法則を発見し、そこから{\displaystyle \epsilon =h\nu } で表わされるエネルギーの量子仮説を見出したことにより、量子論の創始者の一人となった。この過程で得られた光の最小単位に関する定数hはプランク定数と名づけられ、物理学における基礎定数の一つとなった。これらの功績により1918年にノーベル物理学賞を受賞した。「量子論の父」とも呼ばれている。科学の方法論に関して、エルンスト・マッハらの実証主義に対し、実在論的立場から激しい論争を繰り広げた。

## 生涯

### 物理学を専攻
1858年4月23日、当時ホルシュタイン公国に属していた港町キールに生まれた。父のヴィルヘルム・プランクは法学者、母親のエンマはグライフスヴァルト出身で、牧師の家系である。エンマはヴィルヘルムにとって2人目の妻であり、2人の間には5人の子が生まれた。マックスは4番目の子である。さらにヴィルヘルムと先妻との間に2人の子があり、一家は9人で暮らしていた。
1867年、ヴィルヘルムはミュンヘン大学に招かれ、それに伴い一家はミュンヘンに引っ越した。当時9歳のマックスは、ミュンヘンのマクシミリアン・ギムナジウムのラテン語学級に転校した。少年時代のマックスは、叔母やいとこらと音楽会や山登りをするなどして過ごした。学校では品行方正で行儀よく勉強熱心であったため教師からの評判は良く、同級生の間でも人気だった。成績も優れていたが、天才と言えるほどの飛び抜けたものではなかった。物理学の分野ではエネルギー保存則について興味を示した。
少年時代、母親の影響から音楽、特にピアノ演奏に関しては特異な才能を示したが、その他にも数学や歴史、古典語学などに興味があり、進路を決めかねて音楽家に助言を求めたところ「助言が必要なくらいなら音楽はやめた方がいい」と言われ、音楽家の道をあきらめたとされる。また、物理学者のフィリップ・フォン・ヨリーからは、物理学は既に確立した「終わった分野」であるとして、プランクが熱力学分野に進むことに反対された。しかし1874年、17歳になったプランクはミュンヘン大学に進学した後、1878年にベルリン大学に転学し、物理学を専攻することになる。プランク本人は、科学の分野に向かったのは大学でグスタフ・バウアーの講義を聴いたのがきっかけで、数学でなく物理を目指したのは、「純粋に数学的な原理だけでは解けない自然現象の問題に、私が深い興味をもっていたからです」と述べている。
ミュンヘン大学時代には、兄弟と同じくアカデミー合唱協会（AGV）に入り、そこで知り合ったカール・ルンゲと親しくなった。また、友人たちとイタリアに旅行に出かけたりもした。

### 大学教授へ

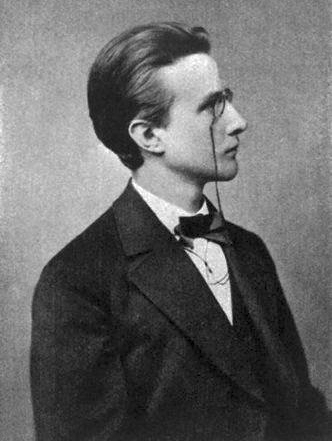
1878年のプランク

プランクは大学で次第に熱力学に傾倒していった。ベルリン大学では、この分野の大家であるヘルマン・フォン・ヘルムホルツ、グスタフ・キルヒホフに師事した。ヘルムホルツの講義は準備されたものではなく、講義中にメモ帳に書かれたデータを探したり、黒板で計算を始めたりしていて、聴く側は退屈に感じた。逆にキルヒホフは念入りに講義の準備をしていて、整然とした内容であったが、無味乾燥であった。講義に満足できなかったプランクは、自分の興味ある講義録や論文を読むことで熱力学を学んだ。なかでもルドルフ・クラウジウスの論文はプランクに強い印象を与えた。
ミュンヘン大学に戻ったプランクは学位論文を書き上げ、その後の学位試験を経て1879年学位を取得した。1880年には教授資格取得論文を提出し、審査に合格して大学教授の資格を得た。
プランクの学位論文は、エネルギー保存則とエントロピーについて再検討するもので、教授資格取得論文は、学位論文で得た結論を具体的な問題に適用させる内容であった。しかしこれらの論文は、当時の物理学者にほとんど影響を与えなかった。キルヒホフからは誤りを指摘され、ヘルムホルツは論文を読もうともしなかった。プランクはクラウジウスに読んでもらおうとしたが、それも叶わなかった。さらに、すでにウィラード・ギブズがプランクと同様の研究内容を発表していることが後になって分かり、プランクは落胆した。
ともあれ教授の資格は得られたプランクであったが、教授職の空きがなく、しばらくは無給の私講師として親の元で暮らしていた。当時プランクは級友の妹で銀行家の娘のマリー・メルクと交際していたが、収入が無いなかでの結婚に踏み切れないでいた。しかし1885年、キール大学からの招聘を受け、キール大学の員外教授となった。この人事には、元々キール大学で教えていて大学内に友人のいた父親の影響もあったと推測されている。
1887年、29歳のプランクはマリー・メルクと結婚した。2人の間には長男カール、双子の長女と次女であるエンマとグレーテ、そして次男エルヴィンの2男2女をもうけた。

### 研究生活
キール大学教授時代、プランクはゲッティンゲン大学が主催した論文コンクールに応募した。コンクールの結果は、1等の該当者がなく、2等がプランクだった。プランクが1等に選ばれなかったのは、論文の内容が当時ゲッティンゲン大学にいたヴィルヘルム・ヴェーバーの主張と対立するものだったことが理由とされている。しかしこの論文はヘルムホルツの目に留まった。
1887年、ベルリン大学のキルヒホフが死去した。後任として大学側は、グラーツ大学のルートヴィッヒ・ボルツマンやカールスルーエ大学のハインリヒ・ヘルツに教授就任を依頼したが、両者に断られてしまった。そこで大学は、ヘルムホルツからの推薦のあったプランクを招くこととして、プランクは1889年にベルリン大学へと移った。はじめは員外教授の地位であったが、1892年には正教授となった。
ベルリン大学に来たことによって、プランクはヘルムホルツと同僚になった。プランクより37歳年上で、当時のドイツ物理学における重鎮であるヘルムホルツと近づくことによって、プランクはヘルムホルツに共感し、尊敬の念を抱いた。プランクがヘルムホルツに褒められたのは生涯で2、3度だったが、プランクにとってそのことはどんな成功よりも嬉しかったという。
ベルリンに来てから、プランクはドイツ物理学会で自らの研究結果を発表した。はじめのうちは賛同を得られなかったが、やがて支持者が増え、1891年までには学位請求論文が頻繁に貸し出されるようになった
。1894年にはヘルムホルツの推薦により、プロイセン科学アカデミーの正会員になった。
1895年ごろから、プランクは黒体から放射されるエネルギー（黒体放射）に関する研究を始めた。そして、ヴィーンの放射法則を修正することで、すべての波長に対して実験結果と一致する式を発見し、1900年にドイツ物理学会の会合で発表した。その後プランクはこの式の意味するところについてさらに考え、光のエネルギーがある最小単位の整数倍の値しか取れないと仮定すると説明できることを発見し、放射に関するプランクの法則（1900年）を導出した。またこの過程で得られた光の最小単位に関する定数（1899年）はプランク定数と名づけられ、物理学における基礎定数の一つとなった。
エネルギーが連続的な値ではなく、プランク定数に基づいた不連続な値しかとることができないという理論は、当時の古典物理学では説明がつかなかった。やがて複数の科学者により研究が進み、プランクの理論は量子力学として大きく発展することとなる。

### 第一次大戦
1905年、アルベルト・アインシュタインが特殊相対性理論を発表した。プランクは、当時無名だったアインシュタインの論文をいち早く取り上げ、同年から翌1906年にかけてのゼミナールでこの理論を検討し、1906年の会議で相対性理論を擁護した。このプランクの行動は相対性理論を科学者の間に広めることに貢献した。一方でプランクはアインシュタインによる光量子論については受け入れるのに慎重な立場をとった。プランクとアインシュタインは1911年に開かれた第1回ソルベー会議の場で出会い、議論を交わした。
1909年、妻マリーは結核で死去した。1年半後の1911年、当時50歳のプランクはマリーの姪であるマルガ・フォン・ヘスリンと再婚した。
1909年にはアメリカに行き、コロンビア大学講師 (Ernest Kempton Adams Lecturer in Theoretical Physics) を務めている。また、大学内外において次第に数々の要職を務めるようになった。またドイツ物理学会においても1905年から1906年にかけて会長を務め、そののちも1906年から1907年、1908年から1909年、1915年から1916年の計4回会長を務めた。1912年にはプロイセン科学アカデミーの常任理事になり、1913年にはベルリン大学の学長になった。
1913年、アインシュタインをベルリンに呼び寄せようと計画し、ヴァルター・ネルンストとともにチューリッヒを訪れた。プランクらは、新しく設立されたカイザー・ヴィルヘルム物理学研究所の研究主任や、ベルリン大学での講義の義務が無い研究職といった地位を用意してアインシュタインを説得し、承諾を得ることに成功した。

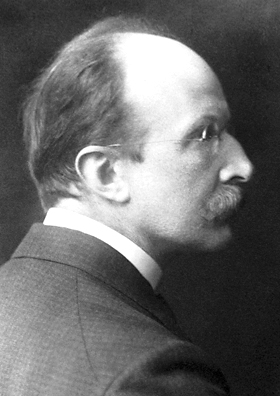
1918年のプランク。この年のノーベル物理学賞を受賞する

1914年、第一次世界大戦が起こると、プランクははじめこの戦争に賛同した。戦時中に、「われわれはなんと輝かしい時代に生きていることだろう。自分をドイツ人と呼べるとはすばらしい気分である」と手紙に綴っている。1914年10月、進化学者のエルンスト・ヘッケル、化学者のフリッツ・ハーバー、ヴィルヘルム・レントゲン、数学者のフェリックス・クラインらと共に、ドイツの戦争を支援する「93人のマニフェスト」に署名した。この宣言によって、ハーバーらによる毒ガス開発といった、研究者による大量破壊兵器の開発や、戦後の1918年から1923年まで続いた連合国側研究者による研究者コミュニティからのドイツ人排除といった、国家間の対立の構図が研究者社会にまで及ぶことになった。戦争により大学に学生は少なくなり、プランクの2人の息子は戦場へ行き、2人の娘は病院で働くため赤十字の訓練を受けた。
しかし戦争が進むにつれ、プランクは考えが変化し、戦争に賛意を抱けなくなっていった。1915年3月には、以前から信頼していたヘンドリック・ローレンツの助言に従い、93人のマニフェストに署名したことを非公式ではあるが謝罪した。また、1916年に書かれたローレンツ宛ての公開書簡では、戦争中であってもそれを越えた知的・道徳的な分野が存在していて、このような国際的な文化を協力して守ることは、祖国愛や祖国のための行動と両立しうるものだと主張した。
1916年5月、長男カールが戦死した。次男エルヴィン(Erwin Planck) はフランスで捕虜となった。さらに大戦末期の1917年に娘のグレーテは大戦末期に娘のグレーテ（同名）を出産したのちに亡くなり、グレーテの夫と再婚したエンマも娘のエンマ（同名）の出産後に亡くなった。こうしてプランクは、4人の子供のうち3人を立て続けに失った。エンマ死後にプランクと会ったアインシュタインは「プランクの不幸が私の胸を締めつけます。私は、彼の姿を見たときに涙を抑えられませんでした。彼は驚くほど勇敢で毅然としていましたが、みずからを蝕む深い悲しみを隠すことはできませんでした」と書いている。
この間の1918年、ドイツ物理学会によってプランク生誕60周年の記念学会が開かれた。そしてエンマの死の直前、プランクに1918年のノーベル物理学賞が授与されることが決まった。プランクは1920年6月、ストックホルムでの授賞式に参加した。

### ドイツ物理学の代表
プランクは第一次大戦の終戦後も、ドイツ科学の世界的地位を守るため、アカデミーでの会議を継続させていた。しかしドイツ経済は混乱を極め、財源不足は深刻だった。フリッツ・ハーバーと、前プロイセン文化相のフリードリヒ・シュミット=オットは、ドイツ科学の経費調達のための地域・学問・政治的派閥を越えた組織となるドイツ科学救援連合（de:Notgemeinschaft der Deutschen Wissenschaft）の案を考え、プランクもこれに協力した。この組織は1920年10月30日に発足した。プランクは一委員として、中央委員会や、日本の星一からの寄付金を運用する星基金運用委員会、そして、ゼネラル・エレクトリック社などからの寄付金を運用する電気物理学委員会に所属した。電気物理学委員会は量子力学分野の研究を支援した。この支援は、ヴェルナー・ハイゼンベルクやマックス・ボルンらによる量子論の理論的研究の助けとなった。
プランクはこれに加え、1920年代に各種の委員会など数々の要職を歴任し、ドイツ学界の重鎮となっていた。大学では、講義や委員会に加え論文も発表したが、初期のころのような重要な論文を発表することは無くなった。1926年10月1日、68歳のプランクはベルリン大学教授職を退職し、後任をエルヴィン・シュレーディンガーにゆずった。ただし退職後の1929年から1930年にかけても週4コマの講義を実施し、1932年時点においても大学内の委員にはなっている。
1929年、博士号取得50周年が祝われ、同年にマックス・プランク・メダルが創設された。第1回目はプランク本人と、アインシュタインに贈られた。
1930年6月10日、カイザー・ヴィルヘルム協会会長のアドルフ・フォン・ハルナックが死亡した。同年7月、協会の評議会は、次の会長としてプランクを選出した。プランクはドイツ科学救援連合などいくつもの職責を抱えていたため、会長就任に乗り気でなかったが、考えた末に引き受けることにした。プランクは、ドイツ科学研究の代弁者、ドイツ物理化学界の長老などとみなされるようになった。

### ナチス政権に対して
1933年1月30日、アドルフ・ヒトラーがドイツ帝国宰相に就き、これ以降ユダヤ人に対する迫害が始まり、ハーバー、シュレーディンガー、アインシュタインらが迫害、追放の憂き目をみた。すでに高齢のプランクはカイザー・ヴィルヘルム協会の会長職を辞すことも考えたが、周囲の期待もあり続けることにした。当初プランクは、政権に対して大々的な批判はせず、抗議のために辞職しようと考えていた同僚に対しても、思いとどまるよう助言した。政権に目をつけられて、辞職した後に好ましくない者が後任に就くことになるよりも、今後のドイツ科学のために辞職せずに若者を指導することのほうが重要と考えたためである。同年3月に、アメリカにいたアインシュタインがドイツへの帰国を拒否しナチス批判を始めたとき、プランクは悲しみ、これによってあなたと同じ民族、同じ信仰を持つ人たちが一層抑圧されてしまうだろうという内容の手紙をアインシュタインに送った。同年5月のアカデミーにおいてもアインシュタインがアカデミーを去ることは遺憾であると述べた。ただし、アカデミーがアインシュタインの重要性を理解しなかったと後世に誤解されるのを防ぐため、アインシュタインはヨハネス・ケプラーやアイザック・ニュートンのみと比べられるものを残したと付け加えている。
プランクはこの時期にヒトラーにも面会した。ヒトラーは、ユダヤ人自体には何も文句はないが、彼らは皆共産主義者であり、共産主義者は私の敵だと主張した。プランクが、ユダヤ人も様々だから区別すべきではないかと言うと、ヒトラーは反論し、ユダヤ人は”いが”のように寄り集まる、区別はユダヤ人自身がすべきなのに彼らはそれをしていない、だから私はすべてのユダヤ人を同じ基準で扱うのだ、と述べた。これに対してプランクはさらに応答したが、最終的にヒトラーの怒りを買う結果に終わり、事態を改善することはできなかった。
またプランクはヒトラー政権の初期、カイザー・ヴィルヘルム協会傘下の研究所の開所式で挨拶することになった。通常このような場では手を掲げて「ハイル・ヒットラー」と言わなければならない。プランクは手を半分上げて、そこからいったん下げ、という動作を何度か繰り返した後に、ようやく手を上げ、「ハイル・ヒットラー」と言った。
アインシュタイン以後、多くのユダヤ人科学者がドイツを離れていった。その1人であるカイザー・ヴィルヘルム物理科学研究所所長のフリッツ・ハーバーは、第一次大戦などでドイツに貢献した愛国者として知られていたが、ナチスと意見が対立して1933年に国を追われ、翌年死亡した。プランクは、マックス・フォン・ラウエからの要請によりハーバーの一周忌追悼式典を主催することにした。これには政権からの反対があったが、プランクは実施を強行した。
カイザー・ヴィルヘルム協会会長の任期は1936年4月1日までであった。その後任としてヨハネス・シュタルクが立候補した。シュタルクは親ナチスの科学者で、プランクやアインシュタイン、ラウエらを批判していた人物である。しかし協会はシュタルクを選ばず、カール・ボッシュを次期会長に選び、1937年に引き継ぎがなされた。その数か月後の1937年11月、帝国物理学・工学研究所の50周年記念式典が開催された。当時の研究所所長はシュタルクだったため、ラウエやオットー・ハーン、リーゼ・マイトナーはプランクに対し出席しないよう説得した。しかしプランクは、シュタルク氏個人よりも帝国研究所のほうが大切だとして出席した。
1938年4月23日、80歳の誕生日を記念して式典が開かれ、多くの関係者が集まった。式典ではマックス・プランク・メダルの授与もなされたが、この年の受賞者はプランク本人の希望により、フランス人であるルイ・ド・ブロイに決まった。また、新しく発見された小惑星1069番にプランクにちなんだ名（プランキア）が付けられることが発表された。
1938年12月22日、プランクは26年間務めたアカデミー常任理事の職を退いた。

### 晩年
1930年代後半からプランクは講演会や著書で政府批判を続けた。80歳に近づくころには、巡回説教師として各地を回り、宗教と科学について思いを伝えていった。プランクの講演内容は国外にも宣伝され、本人もザグレブやローマ、さらには中立国であるスイスとスウェーデンを訪れた。
一方、国内での言論はさらに制限されるようになり、相対性理論の話をする際にアインシュタインの名を出すことも禁止された。プランクもこの方針に従っていたが、1943年あるいは1944年にナチスの外務官クラブにおける講演でアインシュタインの名を出し、「思想界の指導者にして水先案内人」と評した。その後、ナチス学術局は講演活動の中止を勧告した。
フランクフルト市は1943年のゲーテ賞をプランクに与えることを決めた。しかし、プランクはアインシュタインを擁護していたという理由で、帝国大臣ヨーゼフ・ゲッベルスの同意が得られず受賞に至らなかった。プランクがこの賞を受けるのは終戦後の1945年のことである。
プランクは空襲が激しくなってからもベルリンに住み続けたが、1943年に休暇のためベルリンを離れ、ケルンテン州から3000メートル級の山に登ったりもした。その後、妻と共にエルベ川畔のローゲッツに疎開した。ベルリンの家は1943年のベルリン空襲により被害を受け、さらに1944年2月15日の空襲で家財すべてが焼失した。これによってプランクが残していた日記や書簡は失われた。
1944年7月23日、ヒトラー暗殺計画に加担した疑いで次男のエルヴィンが逮捕され、死刑を宣告されて翌年2月に処刑された。プランクは大いに落胆した。肉体的にも衰えを見せていった。そのような状態のなか、ローゲッツにも戦火が迫るようになったので、夫妻はこの地を離れなければならなくなった。道中では干し草の上で寝るなど苦労したが、ゲッティンゲンで姪と暮らすことができるようになり、ここで敗戦を迎えた。

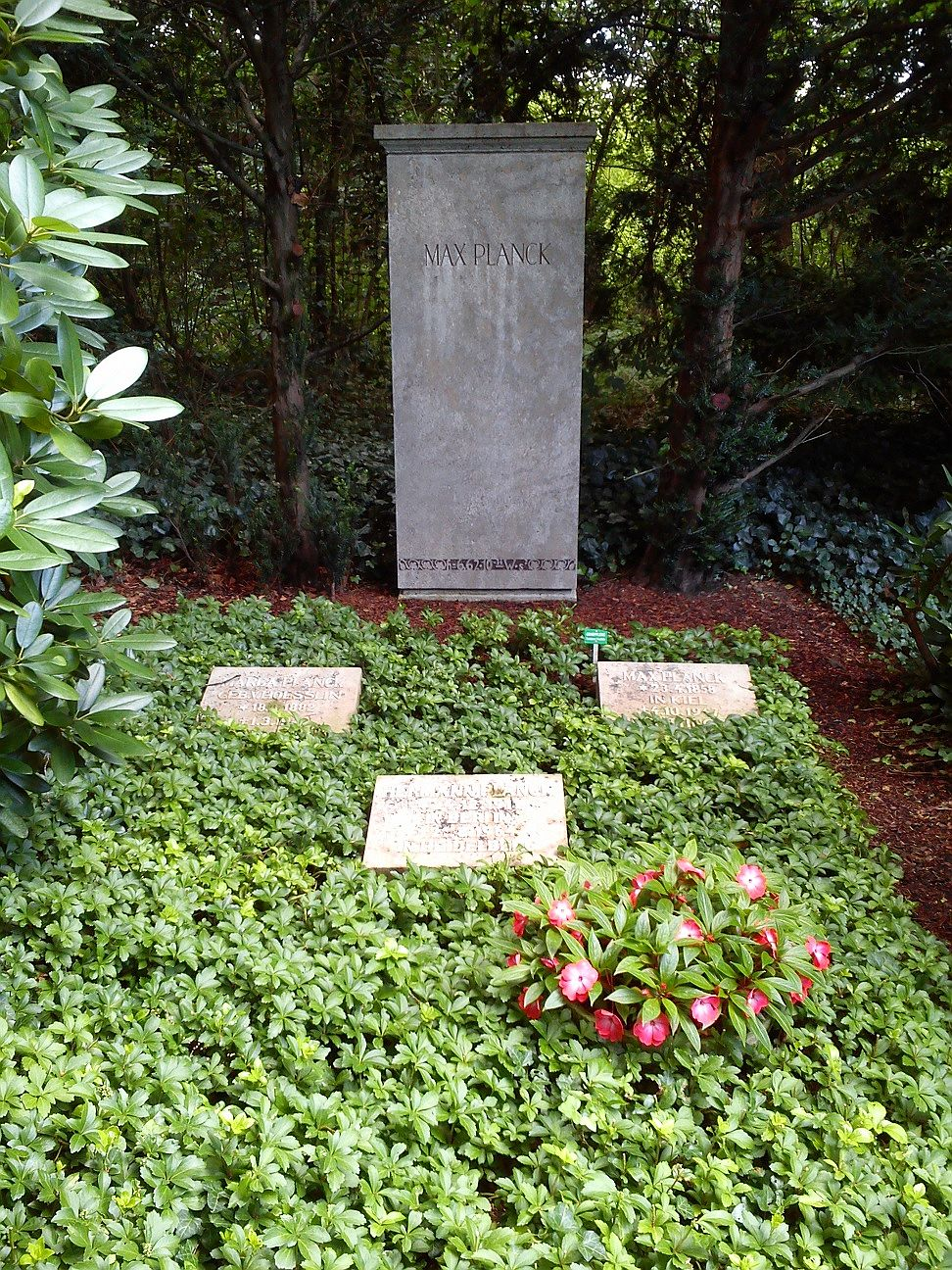
ゲッティンゲンにある墓

プランクは歩くのもままならない状態であったが、そのなかで、カイザー・ヴィルヘルム協会会長への再就任を依頼された。カイザー・ヴィルヘルム協会は総務部をゲッティンゲンに移していたが、資金は無く、建物は破壊され、研究所との連絡も断たれてていた。当時会長だったアルベルト・フェーグラーは自殺していた。総務部のエルンスト・テルショウは、協会再建のため、対外的にプランクの権威が必要と判断したのである。プランクは引き受けて一時的に会長となり、1946年4月、会長職をオットー・ハーンに引き継いだ。
1946年7月、アイザック・ニュートン生誕300年祭にドイツ人でただ1人招かれ、ロンドンを訪れた。
カイザー・ヴィルヘルム協会は占領軍との交渉で再建を許されたが、カイザー・ヴィルヘルムの名を使うことは禁じられた。そのため、プランクを記念して1946年9月11日にマックス・プランク研究所と改名され、プランクは名誉会長となった。マックス・プランク研究所は21世紀に入っても物理学研究の一大中心地として、様々な画期的研究成果を挙げている。
1947年1月、プランクは肺炎にかかり入院した。いったん退院したが同年に再度入院し、10月4日、ゲッティンゲンにて89歳で死去した

## 業績

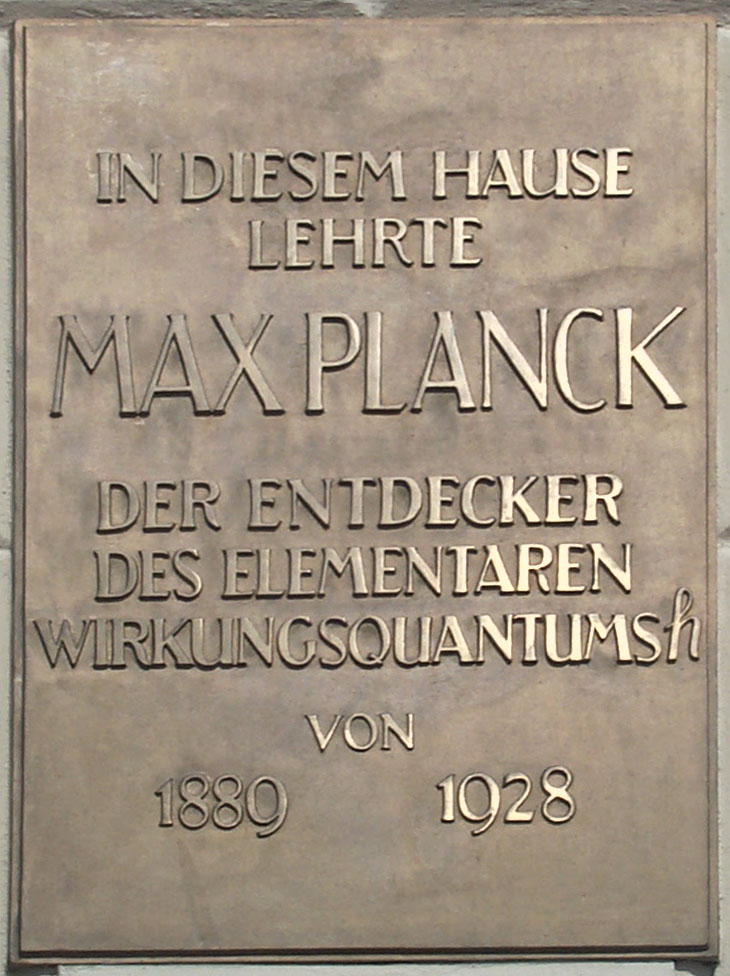
フンボルト大学ベルリンに設置されているプレート

### 原子論
プランクが学者としての研究を始めたころ、ルートヴィッヒ・ボルツマンにより原子論の研究が進んでおり、H定理などが発表されていた。しかし当時、ボルツマンの理論は学者内で一般的な評価を得られていなかった。プランクも、熱力学を学んだ身として、原子論は受け入れられなかった。ボルツマンの理論に従えば、熱力学第二法則に基づいて系が最初の状態から次の状態へと変化するのは確実ではなく、確率でしかないことになる。これに疑問を抱いたプランクは数度にわたり論文で原子論に反対した。
ボルツマンに反対する科学者としては、エルンスト・マッハやヴィルヘルム・オストヴァルトが有名であり、そのなかでオストヴァルトのエネルギー論が原子論と対立する理論となった。プランクは1891年の学会で原子論に反対したことをきっかけにオストヴァルトと文通を始めたが、しかしエネルギー論にも全面的には同意できず、1895年の学会でエネルギー論を批判した。
このように、原子論とエネルギー論の争いの中で、プランクはどちらの側にもついていなかった。しかし、プランクの弟子のエルンスト・ツェルメロがボルツマンを批判し論争になったこともあり、ボルツマンからは良い印象を持たれなかった。1895年以降、プランクは黒体放射の問題に力を入れるようになり、その過程においてボルツマンの考えを受け入れるようになる。

### 黒体放射
黒体とは、外からのすべての電磁波を反射せずに吸収する物体のことである。この黒体に熱を加えたときに自らが放射する電磁波が黒体放射(黒体輻射)である。具体的な例として、外部を断熱にして内部を空洞にした容器に外から小さな穴をあけた場合、容器の内側は黒体とみなすことができ、穴から出てくる電磁波を観測することで黒体放射が観測できる。
黒体放射のエネルギーは、黒体の材質や形によらず、温度と振動数のみで決まる。このことは1860年にキルヒホフによって確かめられており、さらに言えば、それ以前から陶芸家は、窯の中から出てくる光の色すなわち波長(振動数の逆数)は中に入っている物体によらず、温度だけで決まることに気づいていた。物理学ではこの黒体放射のエネルギー分布関数{\displaystyle u(\nu ,T)}を温度{\displaystyle T}と振動数{\displaystyle \nu }で数式として表す取り組みが進められ、プランクがこの問題に取りかかるころには、熱力学の理論であるシュテファン＝ボルツマンの法則が発表され、さらにヴィーンの放射法則
{\displaystyle u=b\nu ^{3}\mathrm {e} ^{-a\nu /T}} (1)
がヴィルヘルム・ヴィーンにより発見されていた(a,bは定数)。
プランクは、小さな線形振動子について研究を進めた。そして1899年、この振動子が黒体放射と相互作用することを考えた。この際、振動数はエネルギーを吸収しまた放出する。この単位時間における吸収・放出のエネルギーを{\displaystyle U}としたとき、{\displaystyle U}と{\displaystyle u}には
{\displaystyle u={\frac {8\pi }{c^{3}}}\,\nu ^{2}U} (2)
の関係があることを導き出した(cは光速)。式(2)に式(1)を代入することにより、振動子の平均エネルギー{\displaystyle U}は
{\displaystyle U=h\nu \mathrm {e} ^{-a\nu /T}} (3)
と求められる。なお、{\displaystyle h={\frac {bc^{3}}{8\pi }}}であり、このhは後にプランク定数と呼ばれるようになる。プランクは1899年の論文でhの値を実験値を参考に h = 6.89×10−27 erg・secと求めた。
また、プランクはエントロピー{\displaystyle S}とエネルギーについて基礎的な関係が成り立つと考えた。そして式(3)を、温度{\displaystyle T}の代わりにエントロピー{\displaystyle S}を用いて
{\displaystyle S={\frac {U}{a\nu }}\left(\log {\frac {U}{h\nu }}-1\right)} (4)
と書き換えた。そして、熱力学第二法則により、エントロピーが時間的に増大するためには
{\displaystyle R=\left({\frac {d^{2}S}{dU^{2}}}\right)^{-1}<0} (5)
でなければならないことを発見した。
ここで登場する{\displaystyle R}について、プランクははじめ、単純に{\displaystyle U}に比例し
{\displaystyle R=-a\nu U} (6)
と仮定すれば式(5)を満たすので、これが基礎的な関係式だと考えた。ところが1900年、元々の式(1)が長波長では成り立たなくなることが、ハインリヒ・ルーベンスとフェルディナント・クルルバウムによる実験で明らかになった。さらにフリードリッヒ・パッシェンは改良した実験で、やはり高温ではウィーンの式(1)から外れることを確かめ、プランクに報告した。

各波長における黒体放射エネルギー値の、ヴィーン、レイリー・ジーンズ、プランクによる式の比較

この実験を知ったプランクは、式(6)に{\displaystyle U}の2次の項を加え、
{\displaystyle R=-a\nu U+{\frac {1}{k}}U^{2}} (7)
とすればよいことを見出した。式(7)を積分することにより
{\displaystyle U={\frac {h\nu }{\mathrm {e} ^{a\nu /T}-1}}} (8)
が得られ、さらに、
{\displaystyle u(\nu ,T)={\frac {b\nu ^{3}}{\mathrm {e} ^{a\nu /T}-1}}} (9)
が得られる。式(9)を元の式(1)と比べると、式(9)は式(1)に「-1」の項が追加された形となっている。この式は1900年に発表された。発表の場に出席していたルーベンスは翌日プランクの元を訪れ、プランクの式は実験結果とすべて一致していたことを伝えた。
プランクはこの論文で引用していないが、黒体放射のエネルギーを表す式として、ヴィーンの放射法則の他にレイリー・ジーンズの法則があった。しかしこのレイリーらの式はウィーンの式とは逆に、長波長では成り立つものの短波長では実験値と合わなかった。プランクの発見は、黒体放射において、すべての波長で成り立つ初めての統一的な式を与えるものであった。プランクは後の1906年に執筆され1907年に出版された教科書において、プランクの式の長波長側の極限をとるとレイリー・ジーンズの法則と一致することを示している。

### 量子力学
プランクが導いた黒体放射の式は、計算上は実験結果と一致していたが、なぜこの式が成り立っているか、その根拠については分からなかった。そこでプランクは、式に物理的な説明がつけられるよう、考察を進めた。それにあたり、プランクはボルツマンによる統計力学の考えを導入した。ボルツマンの原理により、エントロピー{\displaystyle S}は状態の数{\displaystyle W}の対数に比例する。比例定数を{\displaystyle k}とすると、
{\displaystyle S=k\log W}  (10)
となる。
プランクは、N個の振動子にエネルギーが分配されることを考え、考えられる分配の数から状態の数{\displaystyle W}を求めることで、式(10)を使いエントロピー{\displaystyle S}を求めようとした。しかし、エネルギーが連続的な値をとるとすると、エネルギー量は無限に分割できるので、状態の数{\displaystyle W}が無限大となりエントロピー{\displaystyle S}を計算することができない。そこでプランクは、エネルギーの最小単位{\displaystyle \epsilon }を考え、全エネルギー{\displaystyle U}は{\displaystyle \epsilon }がP個集まったものだと仮に考えて計算することにした。すなわち、
{\displaystyle U=\epsilon P}  (11)
である。計算後に{\displaystyle \epsilon } →0とすれば、エネルギーを連続量とした場合の結果が得られる。
N個の振動子にエネルギーが分配される方法が何通りあるかは、P個の要素をN個の振動子に分配される場合の数となる(ただし、エネルギー及び振動子は互いに区別されない)。したがって、{\displaystyle W}は
{\displaystyle W={\frac {(N+P-1)!}{(N-1)!P!}}}  (12)
である。
式(10)と式(12)を利用することにより、振動子1個当たりのエントロピー{\displaystyle S}は、
{\displaystyle S={\frac {k}{N}}\log {\frac {(N+P-1)!}{(N-1)!P!}}}  (13)
これを、スターリングの公式と式(11)を使って計算すると、
{\displaystyle S=k\left[\left(1+{\frac {U}{\epsilon }}\right)\log \left(1+{\frac {U}{\epsilon }}\right)-{\frac {U}{\epsilon }}\log {\frac {U}{\epsilon }}\right]}  (14)
となる。こうして、統計力学を用いてエントロピーを計算することができた。
この結果を、プランク自身による黒体放射の式から計算したエントロピーと比較する。黒体放射の式からエントロピーを計算するには、式(8)および熱力学の式
{\displaystyle {\frac {\partial S}{\partial U}}={\frac {1}{T}}}   (15)
を使えばよく、結果は、
{\displaystyle {\frac {a}{h}}S=\left(1+{\frac {U}{h\nu }}\right)\log \left(1+{\frac {U}{h\nu }}\right)-{\frac {U}{h\nu }}\log {\frac {U}{h\nu }}}  (16)
となる。
式(14)と式(16)を比較することにより、
{\displaystyle \epsilon =h\nu }  (17)
が得られる。
また、同じく式(14)と式(16)を比較することにより、{\displaystyle k=h/a}である。この定数{\displaystyle k}はボルツマンの名からボルツマン定数と呼ばれている。しかし、ボルツマン自身は{\displaystyle k}という符号を使っていなかった。ボルツマン定数の意味するところを初めて明らかにしたのはプランクである。プランクは{\displaystyle h}と{\displaystyle k}の値を求め、そこから電子の電荷{\displaystyle e}やアボガドロ定数の値を、現在知られている値と近い値で導き出している。
ボルツマン定数{\displaystyle k}を使うと、式(9)は
{\displaystyle u(\nu ,T)={\frac {8\pi \nu ^{3}}{c^{3}}}{\frac {h}{\mathrm {e} ^{h\nu /kT}-1}}}  (18)
と表わされる。
当初の方針では、ここから{\displaystyle \epsilon } →0の極限をとるのであるが、この計算をすると、エネルギーが実際の値と合わなくなる。プランクは{\displaystyle \epsilon }について式(17)の形で発表した。これは、エネルギーは連続的な値をとるという古典物理学における従来の常識をくつがえすものであった。プランク自身もこの結果が納得できず、その後8年間にわたり、定数hを古典物理学の枠組みで説明できるようにしようと理論的研究を進めたが、望むような結果は得られなかった。トーマス・クーンによれば、エネルギーが{\displaystyle h\nu }の整数倍というとびとびの値しかとれないことをプランクが初めて受け入れたのは1908年のことである。
ただしプランクは、定数hに基本的な意味があることは認識しており、1899年の時点で光速c、重力定数Gとともにhは「自然単位」を形成することを主張している。1900年、プランクは息子のエルヴィンに対して「私はニュートン(あるいはコペルニクス)と同じくらい重要な発見をした」という内容の言葉を言ったと伝えられている。

## 思想
プランクは哲学者としての側面もあった。神学者のアドルフ・フォン・ハルナックは、「われわれの世代にはひとりの哲学者もいないと人びとは不平を言う。だがこうした不平は不当であろう。いまでは哲学者たちは哲学部とは別の学部に所属しているのだ。マックス・プランクとアルベルト・アインシュタインこそは、そうした哲学者の名前である」と記している。

### マッハに対する批判
プランクは、研究を始めた頃はマッハの影響を受けていたが、原子論に関するボルツマンの理論を受け入れるようになる直前に、マッハの考えに疑問を抱くようになった。その後の1908年にマッハ哲学を再考し、同年12月、ライデンでの講演で初めてマッハの科学哲学を批判した。
この講演では物理学の統一を主題とした。プランクは、物理学が統一された世界では、人間的な要素を排して、プランク定数h、ボルツマン定数kをはじめとする諸定数に基づいた普遍的な内容で説明がなされると主張した。一方で、プランクが説明するところのマッハ哲学によれば、人間の感覚にしか実在性を認めないので、プランクの考えと対立する。プランクは、惑星が実在的であるのと同じように原子も実在的であると主張した。
プランクはこの講演後もマッハ批判を続け、マッハ本人からの反論に対しても再反論するなど活動を続けた。こうしたプランクの行動は当時賛否両論あったが、やがてドイツ国内の理論家はプランクの考えを支持するようになっていった。

### 宗教観
1932年の著書『科学はどこへ行くのか』の中で、宗教と科学には真の対立はありえず、人間がその力を完全なバランスと調和を伴って発揮しようとすれば、自らの宗教的な部分を認識して伸ばさねばならず、このことは真面目で思慮深い人なら経験のあることだろうと述べている。アインシュタインの「知識は推論からではなく、外界が存在し直接的な認識から得られる」という言葉をひきあいにして、理性だけではない直接的な認識の重要性を説明し、本質的には信仰に類似しているとし、科学には未知なるものへの探究心があり、真実への愛と、畏敬の念を深めるものであるが、形而上学的な欲求をかきたてることにおいて科学は宗教の代わりとはなりえないと語った。
1937年5月の講演「宗教と科学」では、宗教的人間と科学者を取り上げ、両者は普遍的秩序を求めている点では同じであると論じた。そして、両者は互いに補完しあうものであり、各個人は、宗教的な側面と科学的な側面の両方を発達させるよう努めなければならないと主張した。この講演はバルト海諸国を皮切りに各国で催され、好評を博した。ウィーンでの講演では、結びの「神を意識せよ」の箇所で拍手喝采を巻き起こしたという。また、講演の内容は出版されるとともに、新聞でも紹介された。

## 評価

### 量子力学

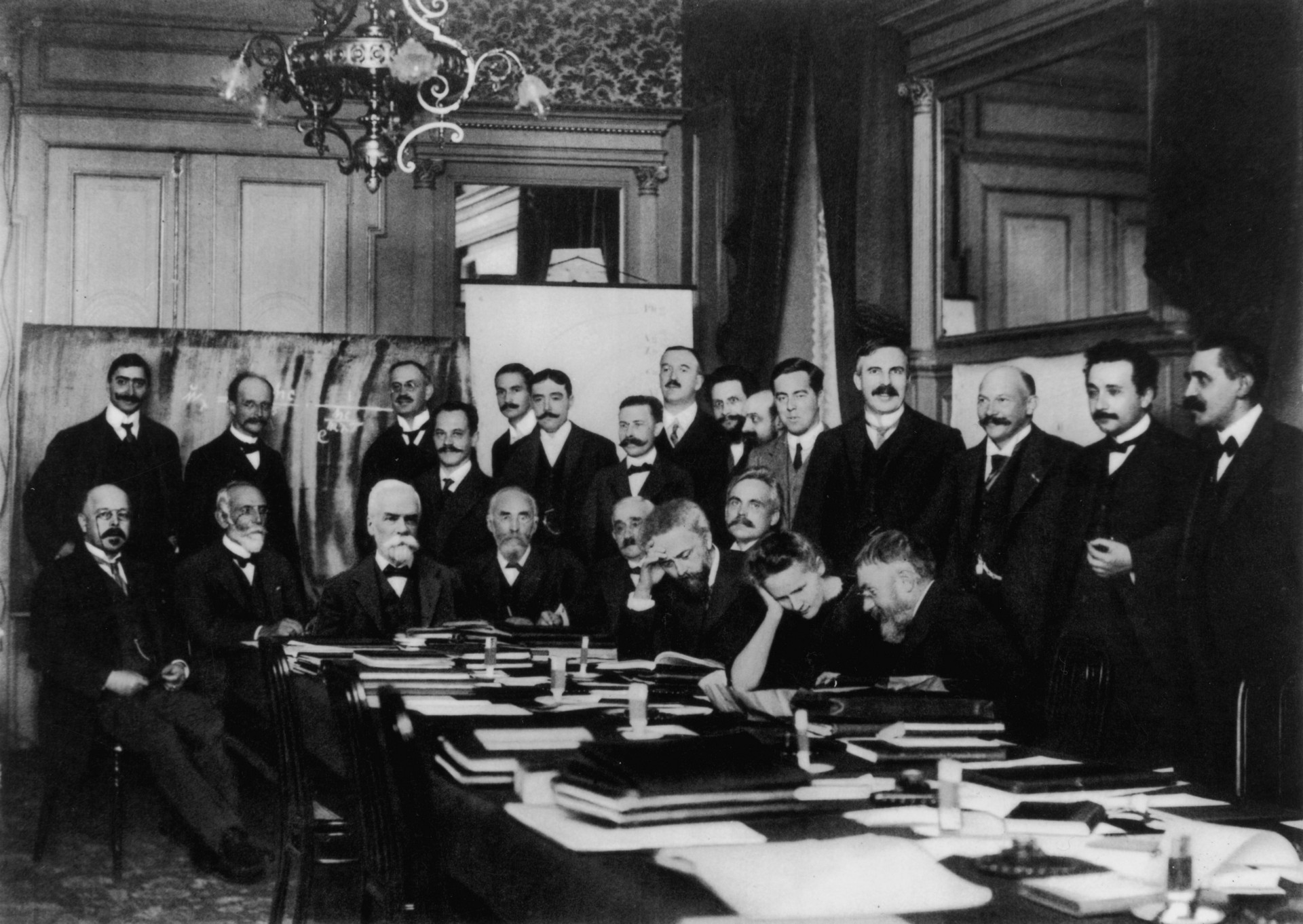
1911年のソルベー会議にて。後列左から2番目がプランク

プランクによる黒体放射の式は、すぐに実験的に確かめられ、科学者に受け入れられた。しかしそこから導き出される量子仮説は、1905年までドイツ国内外問わず、重要性を認識されなかった。西尾成子は、量子仮説が当初ドイツ国内で支持されなかったのは、プランクがボルツマンの考えを取り入れていたためボルツマンに反対していた科学者に重要性を認識されなかったことが原因ではないかと推測している。ドイツ国外においても、レイリーとジェームズ・ジーンズが1905年に黒体放射の式に注目しはしたが、量子仮説については話題にする科学者はほとんどいなかった。
しかしエネルギーがとびとびの値しかとることができないという量子仮説の考えは、アインシュタインに影響を与えた。アインシュタインは、このエネルギーを、実在する粒子が持つエネルギーと考え、その粒子をエネルギー量子と名付けた。現在この粒子は光子と呼ばれている。
プランクが導いた結果は、後にアインシュタイン、ニールス・ボーアなどによって確立された量子力学の基礎となるものであった。この業績からプランクは“量子論の父”として知られており、ノーベル物理学賞（1918年）の受賞対象となった。プランクのノーベル賞受賞にあたっては、ローレンツ、アインシュタイン、ボルン、ヴィーン、ゾンマーフェルトなど多数の物理学者からの推薦があり、ラウエは、量子物理学でノーベル賞が与えられるならばまずはプランクにこそ与えられなければならないと述べた。

### ナチスへの対応
ナチスが政権を握っている時代、プランクはカイザー・ヴィルヘルム協会で責任ある地位にあり、人間的にも信頼されていた。プランク自身はナチスの政策に批判的であったが、ナチスに対し強く抗議することはしなかった。これは、プランクが当初、ナチスはユダヤ人に対してそのうち分別を発揮するだろうと考えていたことも一因である。フィリップ・ボールは、プランクをはじめとする当時の科学者がナチスの政策に反対したのは、ドイツ科学のためであり、同僚のユダヤ人を助けるためであって、より広く道徳的な観点から考えての反対ではなかったと指摘している。そして、「プランクには何の計画もなく、生まれつきの心の善良さ以上の倫理基準もなく、何の前例も歴史的模範もなかった。そして彼を飲み込んでしまい、最終的には彼を打ち砕いてしまう苦難に対して、プランクをうまく導いてくれるものは何もなかったのだ」と評している。

## 人物
プランクは音楽に堪能であり、音楽家の道をあきらめたのちも休日にはオルガンやピアノを弾きこなし、オペレッタを書き、友人や近所の子供たちの合唱を指揮するなど、音楽を一生の趣味としていた。音楽では特にロマン派の音楽を好んだ。ベルリン時代の初期には音楽理論の研究をしたこともあった。音楽と並ぶもう一つの趣味は登山であり、72歳の時にユングフラウを制覇するなど各地の山に積極的に登りつづけた。
当時の学者としては大変に謙虚で、自らの功績を語ることは少なかった。黒体放射を扱った講義で、プランクの放射公式について説明する際にも、その式を導き出したのが自分であることは言わなかった。プランクの名を冠した式や用語はプランクの存命中から一般に使われていたが、自身は別の名前で呼ぶようにしていた。
プランクの講義は整然としており、講義を聴いた化学者のJ・R・パーティントンや物理学のD・M・ボースは高く評価している。一方で否定的な感想も多く、「プランクは印刷された本のようにしゃべる」とも言われている。リーゼ・マイトナーは、ボルツマンの講義と比較してプランクの講義は「はじめのうちどこか人間味に欠け、あっさりしすぎているような気がした」と述べている。講義では、「われわれは更にもう一歩先に進むことができる」「ここに問題は完全に満足の行くところまで解けた」という２つの言葉を好んで使っていた。
プランクは教員生活が長かったものの、直弟子は非常に少なく、プランク学派というものは形成されなかった。博士課程の学生に対しては、学問的な議論をすることはなく、会うこともまれだったという。ただし、少ない直弟子の中からはマックス・アブラハム、モーリッツ・シュリック、ヴァルター・マイスナー、マックス・フォン・ラウエ、ヴァルター・ショットキー、ヴァルター・ボーテといった優れた学者を輩出した。
女性の高等教育について、1897年のアンケートでは、能力と意欲があれば講義の出席を認めたいとしながらも、こちらから女性を招き入れるような制度には反対し、女性は母として、主婦としての役割を果たすのが自然であると答えている。その後、リーゼ・マイトナーがベルリン大学に来たとき、プランクはマイトナーの聴講を認め、1912年には、当時無給の客員教授だったマイトナーを有給の助手に指名している。マイトナーは、「先生は人並みはずれて純粋なたちで清廉な性格でいらっしゃって、そういうお人柄が、飾り気のない、偉ぶらない外見とぴったりでした。……ご自分に有利になりそうなことをあえて選ばず、損になるかもしれなくても受け入れようとなさる場面を何度も拝見し、私はそのたびに感銘を受けました。先生は正しいと思えば何でも実行に移されるのです。自分の損得などお構いなしに」と述べている。

## 主な受賞歴
- 1914年 ヘルムホルツ・メダル
- 1918年 ノーベル物理学賞
- 1921年 リービッヒ・メダル
- 1927年 フランクリン・メダル、ローレンツメダル
- 1929年 マックス・プランク・メダル、コプリ・メダル
- 1945年 ゲーテ賞